# Profesionálové z CI5
Profesionálové z CI5 (v anglickém originále CI5: The New Professionals) je britský kriminální televizní seriál, vyprávějící o zvláštním oddělení britské policie CI5. Hrdiny jsou agenti Sam Curtis (Collin Wells), Chris Keel (Kal Weber) a Tina Backus (Lexa Doig) a jejich velitel oddělení Harry Malone (Edward Woodward).
Seriál navazuje na sérii Profesionálové. Nebyl ovšem tak úspěšný; v letech 1998–1999 bylo natočeno jen 13 dílů. Původně měl být šéfem CI5 Bodie ze starých Profesionálů, k čemuž ale nedošlo.

## Obsazení
| Edward Woodward | Harry Malone |
| Colin Wells     | Sam Curtis   |
| Kal Weber       | Chris Keel   |
| Lexa Doig       | Tina Backus  |
| Adrian Irvine   | Spencer      |

## Seznam dílů
| Č. v seriálu | Původní název    | Český název     | Režie                         | Scénář           | Premiéra v USA     |
| ------------ | ---------------- | --------------- | ----------------------------- | ---------------- | ------------------ |
| 1            | Back to Business | Zpět v akci     | Brian Clemens                 | Christopher King | 19. září 1999      |
| 2            | Phoenix          | Phoenix         | Brian Clemens                 | David Wickes     | 26. září 1999      |
| 3            | Tusk Force       | Klí síla        | Brian Clemens                 | Ray Austin       | 3. října 1999      |
| 4            | Hostage          | Rukojmí         | Brian Clemens                 | John Davies      | 10. října 1999     |
| 5            | First Strike     | První úder      | Brian Clemens                 | Harry Cokeliss   | 17. října 1999     |
| 6            | Samurai Wind     | Dech Samuraje   | Steven Whitney a Duncan Gould | Ray Austin       | 24. října 1999     |
| 7            | Skorpion         | Škorpion        | Steven Whitney                | Ken Grieve       | 7. listopadu 1999  |
| 8            | Choice Cuts      | Výběr řezu      | Steven Whitney                | Colin Bucksey    | 14. listopadu 1999 |
| 9            | Miss Hit         | Úder vedle      | Jeremy Burnham                | Sidney Hayers    | 21. listopadu 1999 |
| 10           | Orbit            | Orbit           | Colin Brake                   | Colin Bucksey    | 28. listopadu 1999 |
| 11           | High Speed       | Vysoká rychlost | Brian Clemens                 | Harry Cokeliss   | 5. prosince 1999   |
| 12           | Souvenir         | Suvenýr         | Brian Clemens                 | Ray Austin       | 12. prosince 1999  |
| 13           | Glory Days       | Krásné dny      | Steven Whitney a David Wickes | John Davies      | 19. prosince 1999  |